# Berlin-Lichterfelde Ost
Berlin-Lichterfelde Ost (pol. Berlin Jasnopole Wschodnie) – dworzec kolejowy w berlińskim okręgu administracyjnym Steglitz-Zehlendorf, w dzielnicy Lichterfelde, wykorzystywany przez pociągi regionalne i przez szybką kolej miejską S-Bahn, leżący na trasie Kolei Berlińsko-Anhalckiej.

## Historia
Pierwszy dworzec w Lichterfelde otwarto 20 września 1868 pod nazwą Lichterfelde jako przystanek pociągów dalekobieżnych. Został on sfinansowany z prywatnych środków spekulanta gruntami von Carstenna. Tory Kolei Anhalckiej przebiegały wówczas jeszcze na poziomie terenu, dworzec posiadał jeden peron wyspowy. Od 1876 zatrzymywały się przy nim również pociągi podmiejskie. W 1881 Werner von Siemens zbudował w Lichterfelde pierwszą linię tramwaju elektrycznego na świecie, a jeden z jej przystanków końcowych znajdował się przy stacji kolejowej. 15 lipca 1884 przemianowano stację na Groß-Lichterfelde po tym, jak Lichterfelde, Giesensdorf i położone przy niż dobra zjednoczyły się. Już dwa lata później nastąpiła kolejna zmiana nazwy – na Groß-Lichterfelde B.H., co określało położenie na linii anhalckiej (Berlin – Halle). Miało to na celu uniknięcie pomyłek z drugim dworcem w Lichterfelde, Groß-Lichterfelde B.M., obecnie zwanym Berlin-Lichterfelde West. Ostatecznie 1 stycznia 1899 przemianowano dworzec raz jeszcze, na Groß-Lichterfelde Ost, jednocześnie otwierając drugi peron, przeznaczony wyłącznie dla pociągów dalekobieżnych. W 1901 uruchomiono osobne tory kolei podmiejskiej do dworca Berlin Potsdamer Ringbahnhof.

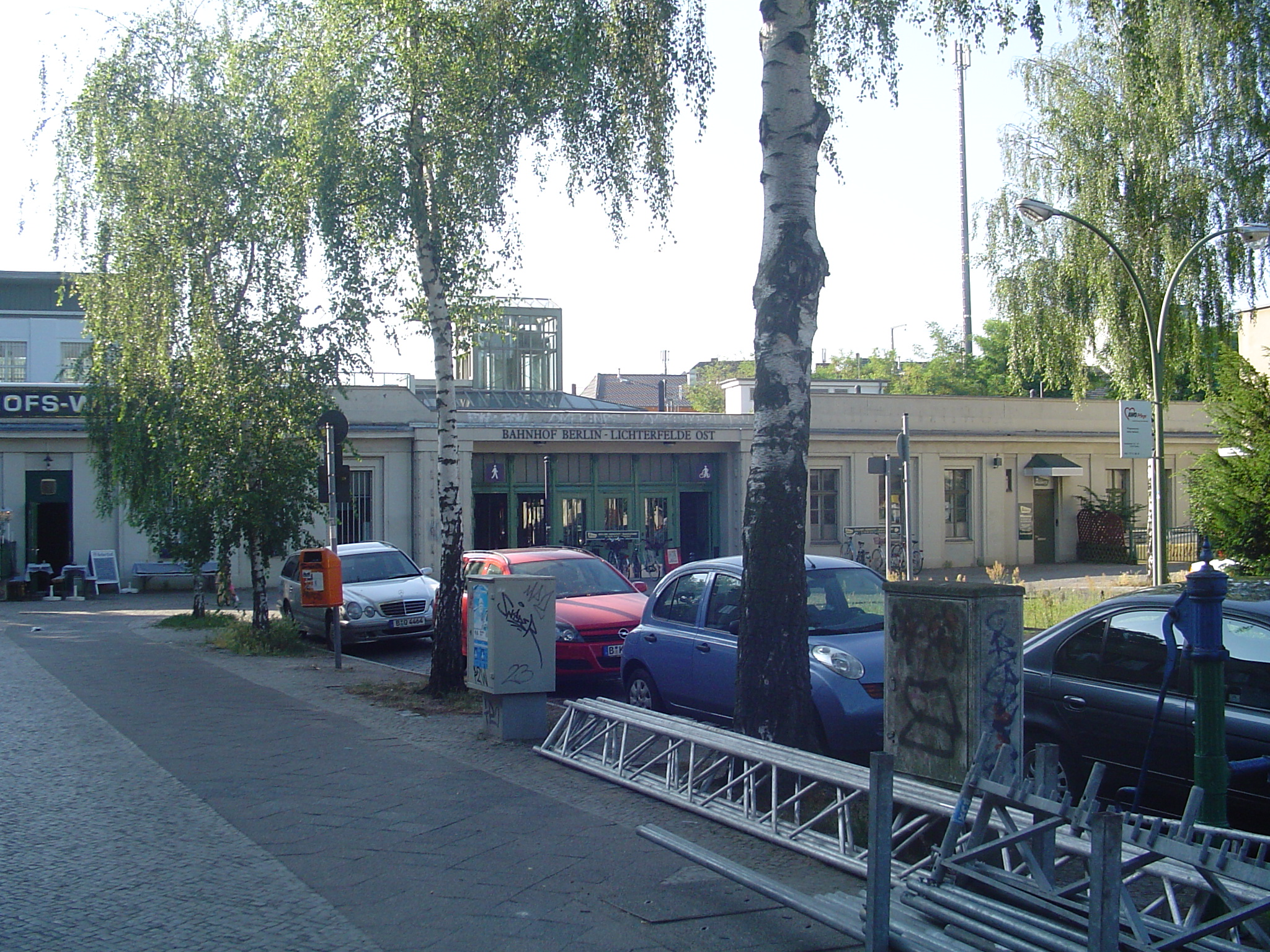
Portal północno-zachodni

W latach 1913–1916 gruntownie przebudowano dworzec, przenosząc tory na nasyp i powiększając całość do trzech peronów z sześcioma torami. Ponadto zbudowano pięć torów towarowych. Nowy dworzec, zbudowany według planów Karla Corneliusa przy współpracy Lückinga, otrzymał po północno-zachodniej stronie ozdobiony pilastrami budynek wejściowy z mieszczącym zegar szczycikiem nad wejściem. Na jego przedłużeniu znajduje się tunel dla pieszych, doświetlony świetlikami. Także po południowo-wschodniej stronie torów jest on zakończony reprezentacyjnym neoklasycystycznym portalem z kanelurowanymi pilastrami i tympanonem. Perony nakryte były drewnianymi pogrążonymi dachami opartymi na pojedynczych rzędach stalowych słupów z obustronnymi wspornikami – do dziś ta konstrukcja zachowana jest tylko na peronie kolei miejskiej. Na zachód od dworca zbudowano wiadukt nad ciągiem ulic Königsberger Straße i Oberhofer Weg, a także widoczną z daleka, zbudowaną z żelbetu i oblicowaną cegłą klinkierową czterokondygnacyjną wieżę nastawni. Po wcieleniu Lichterfelde do Berlina przemianowano dworzec najpierw w 1925 na Lichterfelde Ost, a od 1936 nosi on obecną nazwę.
Już w 1903 zatrzymywały się na dworcu Groß-Lichterfelde Ost elektryczne pociągi podmiejskie. W 1929 włączono linię podmiejską do sieci S-Bahn po tym, jak napowietrzną sieć trakcyjną zastąpiono szynoprzewodem.
Po zamknięciu Dworca Anhalckiego w 1952 również perony dalekobieżne w Lichterfelde Ost wyszły z użytku i stanowił on odtąd jedynie stację S-Bahn. Także po strajku kolejarzy S-Bahn w 1980 linia do Lichterfelde Süd była dalej obsługiwana i dopiero po przejęciu przez BVG została zamknięta. W końcu lat 80. rozważano przedłużenie linii metra U9 poprzez Lankwitz do Lichterfelde Süd, trasa miała przebiegać nad ziemią, poprzez dawną linię S-Bahn.
Po zjednoczeniu Niemiec odbudowano linię S-Bahn – jej peron został przekazany do ruchu 28 kwietnia 1995. Trasa kolei dalekobieżnej została ponownie otwarta 28 maja 2006, w związku z uruchomieniem tzw. grzyba kolejowego.

## Układ dworca i znaczenie komunikacyjne

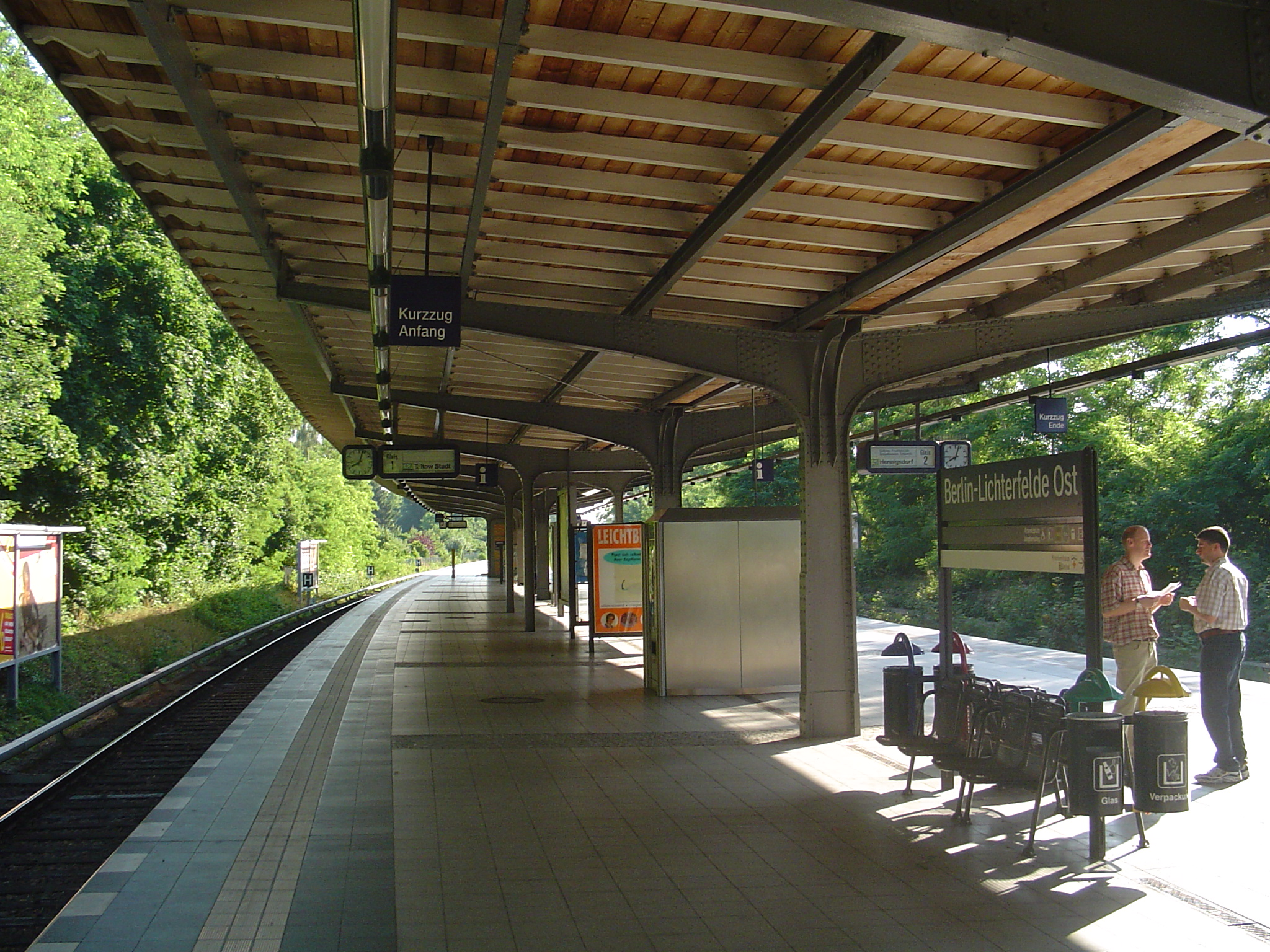
Peron S-Bahn

Dworzec posiada trzy perony: peron wyspowy S-Bahn na północnym zachodzie i dwa niezadaszone perony boczne kolei regionalnej po stronie południowo-wschodniej. Istnieje możliwość zawracania pociągów S-Bahn, z czego korzystano w regularnym ruchu w latach 1995–1998, czyli do czasu uruchomienia odcinka do stacji Lichterfelde Süd. Dla kolei regionalnej stacja jest w sensie technicznym przystankiem, nie posiada bowiem rozjazdów, przy każdym z peronów zatrzymują się w ciągu godziny trzy pociągi przyspieszone. Sąsiednimi stacjami na linii S-Bahn są Lankwitz i Osdorfer Straße, a na linii kolei regionalnej – Berlin Südkreuz (dawniej Papestraße) oraz Teltow. Na Kranoldplatz przed dworcem zatrzymuje się wiele linii autobusowych, w tym jedna pospieszna i jedna linia metrobusu (autobusu o bardzo wysokiej częstotliwości kursów).